# 两汪宅
两汪宅是一处歙县文物保护单位，位于安徽省黄山市歙县北岸镇瞻淇村老虎巷中段，建于清代，采用罕见的回字形平面，前后两进，后进三层，前进为二层加阁，因此天井显得特别幽深。。